# 萨克森施韦茨县
萨克森施韦茨县（Landkreis Sächsische Schweiz）是德国萨克森州曾经的一个县，隶属于德累斯顿行政区，首府皮尔纳。2008年8月1日，萨克森施韦茨县与魏瑟里茨县合并为萨克森施韦茨-东厄尔士山县。